# Wijer (watermolen)

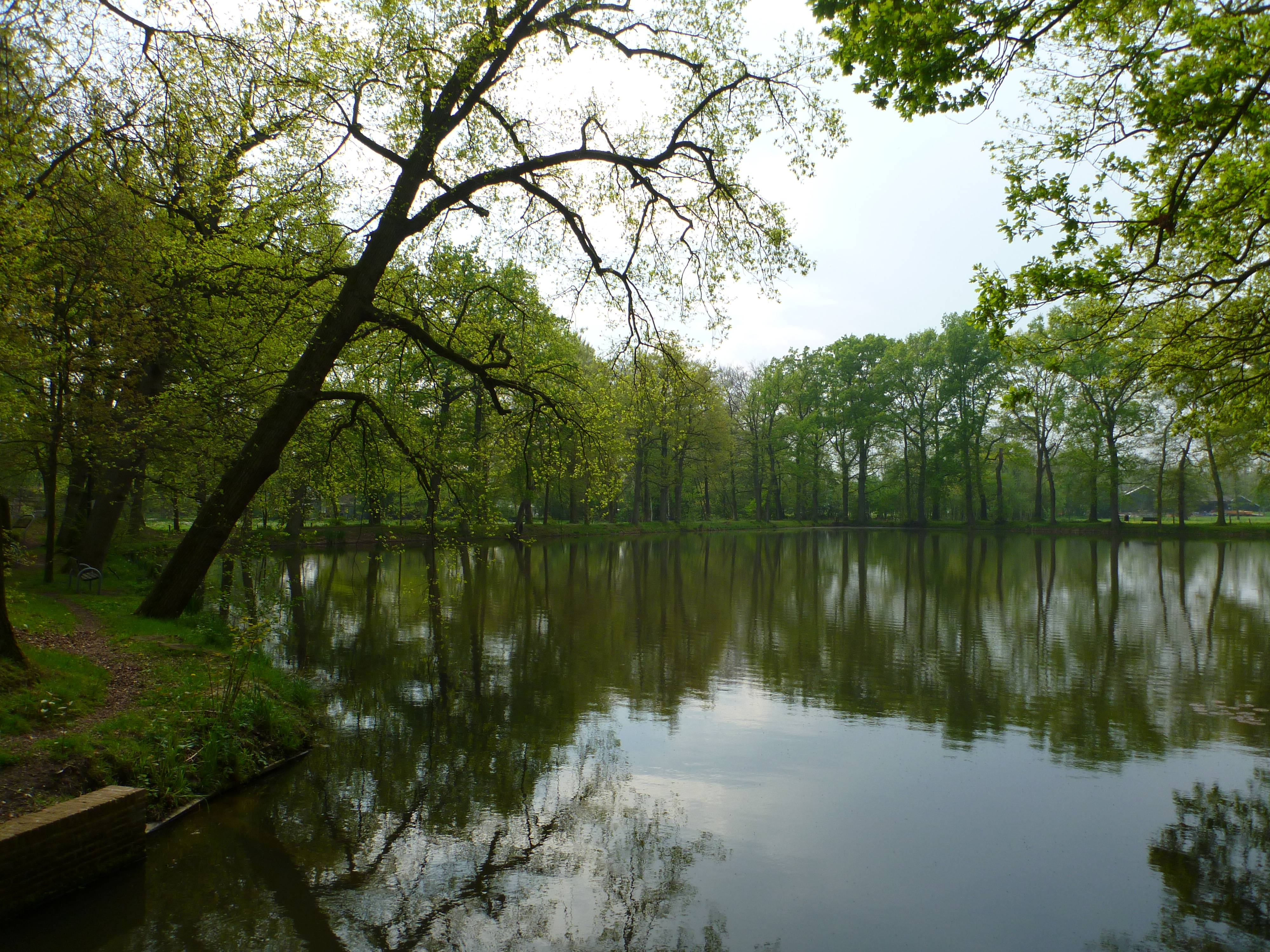
Wijer van de Wenumse Watermolen

Een wijer, wijerd of molenvijver is een vijver bovenstrooms van een watermolen. Hij vervult de functie van buffer, zodat er steeds voldoende water beschikbaar is als met de molen wordt gewerkt. Een van en naar aan een langsstromende watergang gegraven molenbeek wordt gebruikt voor toe- en afvoer van water.

## Nevenfuncties
- Kweken van vis
- Voorraad bluswater